# William Wegman
William Wegman (Holyoke, 2 dicembre 1943) è un fotografo statunitense.
È noto per le sue serie di foto di cani, principalmente i suoi bracchi di Weimar, in vari costumi e pose.